# Rubén
Rubén, właśc. Rubén Iván Martínez Andrade (ur. 22 czerwca 1984 w Coristanco) – piłkarz hiszpański, występujący na pozycji bramkarza.

## Życiorys
Jego pierwszym klubem był Bergantiños FC. Następnie trenował w SD Orillamar. W 1997 roku trafił do szkółki piłkarskiej FC Barcelony - La Masia. Grał głównie w rezerwach Barcelony, ale rozegrał również dwa mecze w pierwszym zespole. W sezonie 2004/2005 wywalczył mistrzostwo Hiszpanii.
Rubén grał też w Racingu Ferrol, FC Cartagena i Máladze. W 2012 roku został wypożyczony do Rayo Vallecano.
W 2003 roku Rubén wywalczył wicemistrzostwo świata U-20.